# SO-FI
SO-Fi（ソフィー）は日本のバンド。

## 概要
1992年、大島こうすけが、佐々木美和や岩切玲子と結成。2ndシングル『「愛してる」を云わせたい』リリース以後に岩切が脱退し、甲斐冴子を新メンバーに迎える。1997年をもって、解散。

## メンバー
- 大島こうすけ - キーボード、作曲、編曲
- 甲斐冴子 - 2代目ボーカル
- 佐々木美和 - 作詞、キーボード
- 岩切玲子 - 初代ボーカル、作詞

## ディスコグラフィー

### シングル
|     | リリース日     | タイトル                 | 作詞・作曲・編曲                          | C/W                           |
| 1st | 1993年6月23日  | メとメで伝心             | 作詞：岩切玲子 作曲・編曲：大島こうすけ   | もう情熱は止まらない          |
| 2nd | 1993年9月8日   | 「愛してる」を云わせたい | 作詞：小田佳奈子 作曲・編曲：大島こうすけ | ハートがKNOCK-OUT!            |
| 3rd | 1996年5月27日  | カッコつけろよ           | 作詞：佐々木美和 作曲・編曲：大島こうすけ | ダメに決まってんじゃん        |
| 4th | 1996年11月25日 | SUPER LOVE               | 作詞：佐々木美和 作曲・編曲：大島こうすけ | ain't nobody call me BAD TRIP |

### アルバム
- SO-First(1997/03/26)

### その他
- ウーマンドリーム(M-4「一度だけのRainy Night」)
- vocal compilation 90's hits vol.2 〜female〜 at the BEING studio(M-3「メとメで伝心」)
- LEGEND of 90's J-ROCK「LIVE BEST & CLIPS」(DVD、DISC2 M-18「メとメで伝心」、DISC2 M-19「「愛してる」と云わせたい」)[1]

## タイアップ一覧
| 使用年 | 曲名                     | タイアップ                                               |
| ------ | ------------------------ | -------------------------------------------------------- |
| SO-FI  |                          |                                                          |
| 1992年 | 一度だけのRainy Night    | 関西テレビ・フジテレビ系ドラマ『ウーマンドリーム』挿入歌 |
| 1993年 | メとメで伝心             | ライフ「Life Card」CMソング                              |
| 1993年 | 「愛してる」を云わせたい | フィリップモリス「スーパーライト」CMソング               |
| SO-Fi  |                          |                                                          |
| 1996年 | カッコつけろよ           | 大塚製薬「エネルゲン」CMソング                           |
| 1996年 | SUPER LOVE               | TBS系アニメ『きこちゃんすまいる』オープニングテーマ      |